# Hynboholm en Grönäs
Hynboholm en Grönäs (Zweeds: Hynboholm och Grönäs) is een småort in de gemeente Karlstad in het landschap Värmland en de provincie Värmlands län in Zweden. Het småort heeft 160 inwoners (2005) en een oppervlakte van 29 hectare. Eigenlijk bestaat het småort uit twee plaatsjes: Hynboholm en Grönäs.